# Kumáragupta I.
Kumáragupta I. byl v letech 415–455 panovník Guptovské říše. Podobně jako jeho otec a předchůdce Čandragupta II. byl Kumáragupta I. schopným vládcem, který dále upevňoval rozsáhlou říši, v jeho době se rozprostírající na velké části Indického subkontinentu.
Kumáragupta (možná však již jeho otec Čandragupta II.) nechal vztyčit železný pilíř s dosud čitelným nápisem, který je dnes možné spatřit v komplexu Kutub (jehož součástí je i Kutub Minar) v Dillí. Tento sloup dnes patří k metalurgickým unikátům. Původně stál v jednom z chrámů v Mathuře a na svém vrcholu měl boha Garudu. Po příchodu muslimů byl však celý chrámový komplex přestavěn a vznikla zde řada islámských staveb, takže pilíř byl přemístěn.
V posledních letech své vlády musel Kumáragupta I. čelit vpádu středoasijského kmene Pušjamitrů. Podařilo se mu říši před nimi ubránit, v boji s Pušjamitry ještě pokračoval Kumáraguptův syn, který hrozbu jejich vpádu definitivně odvrátil. Není však zcela jisté, kdo tímto synem byl. Byl jím pravděpodobně Skandagupta, někteří moderní badatelé však hovoří o postavě jménem Purugupta, případně ztotožňují Skandaguptu s Puruguptou.
Mezi hlavní prameny, které se o Kumáraguptovi prvním zmiňují, patří dobové mince a různé kratší či delší nápisy, jako jsou ty na železných sloupech.